# Natividad Castrejón Valdez
Natividad Castrejón Valdez es un psicólogo, catedrático y político mexicano, nacido el 5 de septiembre de 1963.
Actualmente es Secretario de Educación en el Gobierno del Estado de Hidalgo. Obtuvo el master en programación neurolingüistica y la maestría en psicoterapia humanista para después obtener el doctorado en desarrollo del potencial humano.
Fue presidente del consejo de administración del Instituto Universitario Carl Rogers de Pachuca Hidalgo y fundador de la Universidad Humanista Hidalgo
El 15 de agosto de 2008 presentó su precandidatura a la presidencia municipal de Pachuca con el apoyo de la Unión de Fuerza Indígena y Campesina (UFIC), Nueva Izquierda, Fuerza Social y Progresista y la sección hidalguense del Sindicato de Electricistas de donde se derivó su candidatura a la presidencia municipal de Pachuca para las Elecciones estatales de Hidalgo de 2008.
A lo largo de su carrera profesional ha impartido más de cinco mil conferencias, cursos y talleres en temas relacionados con su profesión. Su participación en actividades vinculadas con la sociedad se ha dado en el Club Rotario Pachuca Sur como Presidente y Vice-Gobernador del Distrito 4170; Socio y Consejero de COPARMEX – Hidalgo; Miembro del Consejo Estatal de Profesiones – Hidalgo; Integrante del Consejo Consultivo Ciudadano – Hidalgo.
Como secretario de estado su principal actividad profesional ha estado centrada en la educación y la promoción del desarrollo humano. Naty Castrejón es esposo y padre de 4 hijas las cuales se han destacado en diferentes industrias.